# Telminostelma ekmanii
Telminostelma ekmanii là một loài thực vật có hoa trong họ La bố ma. Loài này được (Malme) Fontella & E.A. Schwarz miêu tả khoa học đầu tiên năm 1981.